# Qianlings textlösa stele
Qianlings textlösa stele (乾陵无字碑) är en stele från Tangdynastin (618–907) för Kinas enda kvinnliga kejsare Wu Zetian (624-705) rest vid hennes grav. Qianlings textlösa stele är unik därför att den inte har några inskriptioner. Anledningen att Wu Zetians stele inte har någon text är att hon i sitt testamente uttryckte "Mina förtjänster och brister, ska utvärderas av senare generationer" (己之功过，留待后人评说). Qianlings textlösa stele står på östra sidan av processionsvägen som löper mot gravkomplexet Qianling där Wu Zetian är begravd tillsammans med sin make kejsare Gaozong. På västra sidan av processionsvägen finns en motsvarande stele för kejsare Gaozong, men hans stele är graverad med texter om hans meriter i livet, vilket var brukligt.
Qianlings textlösa stele är 7.53 m hög, 2.1 m bred och 1.49 m djup och väger 98.8 ton. Det är åtta drakar utskurna i toppen på stenen. Stelen är uthuggen i ett stycke. Qianling, med Qianlings textlösa stele, finns 75 km nordväst om Xi'an i Kina.